# NGC 398
NGC 398 (również PGC 4090) – galaktyka soczewkowata (S0), znajdująca się w gwiazdozbiorze Ryb. Odkrył ją Guillaume Bigourdan 28 października 1886 roku.